# Ilsan (métro de Séoul)
Ilsan (hangeul : 일산 ; hanja : 一山) est une station de correspondance entre la ligne Gyeongui-Jungang et la ligne Seohae du métro de Séoul. Elle est située au 672 Gyeongui-ro, dans le quartier Ilsan-dong de la ville de Goyang, incluse dans la province de Gyeonggi, au nord-ouest de Séoul, en Corée du Sud.
Ouverte en 1904, en tant que gare ferroviaire, elle devient une station de métro en 2009. La desserte par la nouvelle ligne Gyeongui-Jungang débute en 2014 et elle devient une station de correspondance en 2023. Station de surface, les deux lignes, qui circulent sur les mêmes voies sur cette section, utilisent des quais différents depuis le réaménagement de la gare.

## Situation sur le réseau

Plan du réseau du métro de Séoul (2023)

La station en surface Ilsan est une station de correspondance entre la ligne Gyeongui-Jungang et la ligne Seohae du métro de Séoul : 
sur la ligne Gyeongui-Jungang elle est située entre la station Tanhyeon, en direction du terminus nord Munsan, et la station Pungsan, en direction des terminus est Jipyeong ou Gare de Séoul ;
sur la ligne Seohae, terminus nord de cette ligne, elle est située avant la station Pungsanl, 
en direction du terminus sud Wonsi.

## Histoire

### Gare ferroviaire (1904-2009)
La gare d'origine est mise en service le 3 avril 1904. Un nouveau bâtiment est achevé en 1933.
En 1994, le traitement des colis est supprimé. Puis, en 2008, la suppression des services de la gare concerne le service des marchandises.

Bâtiment de 1933 en 2009
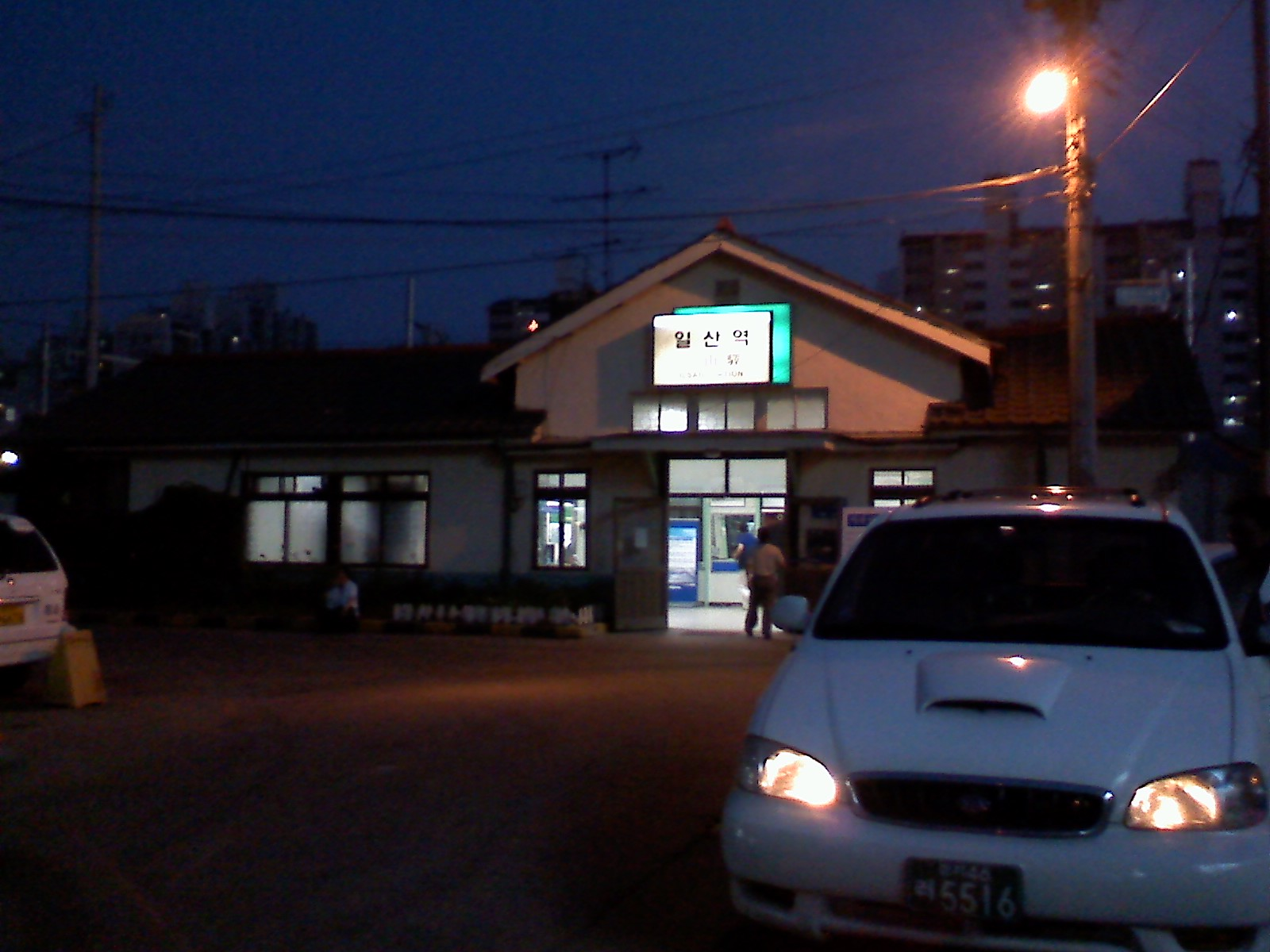
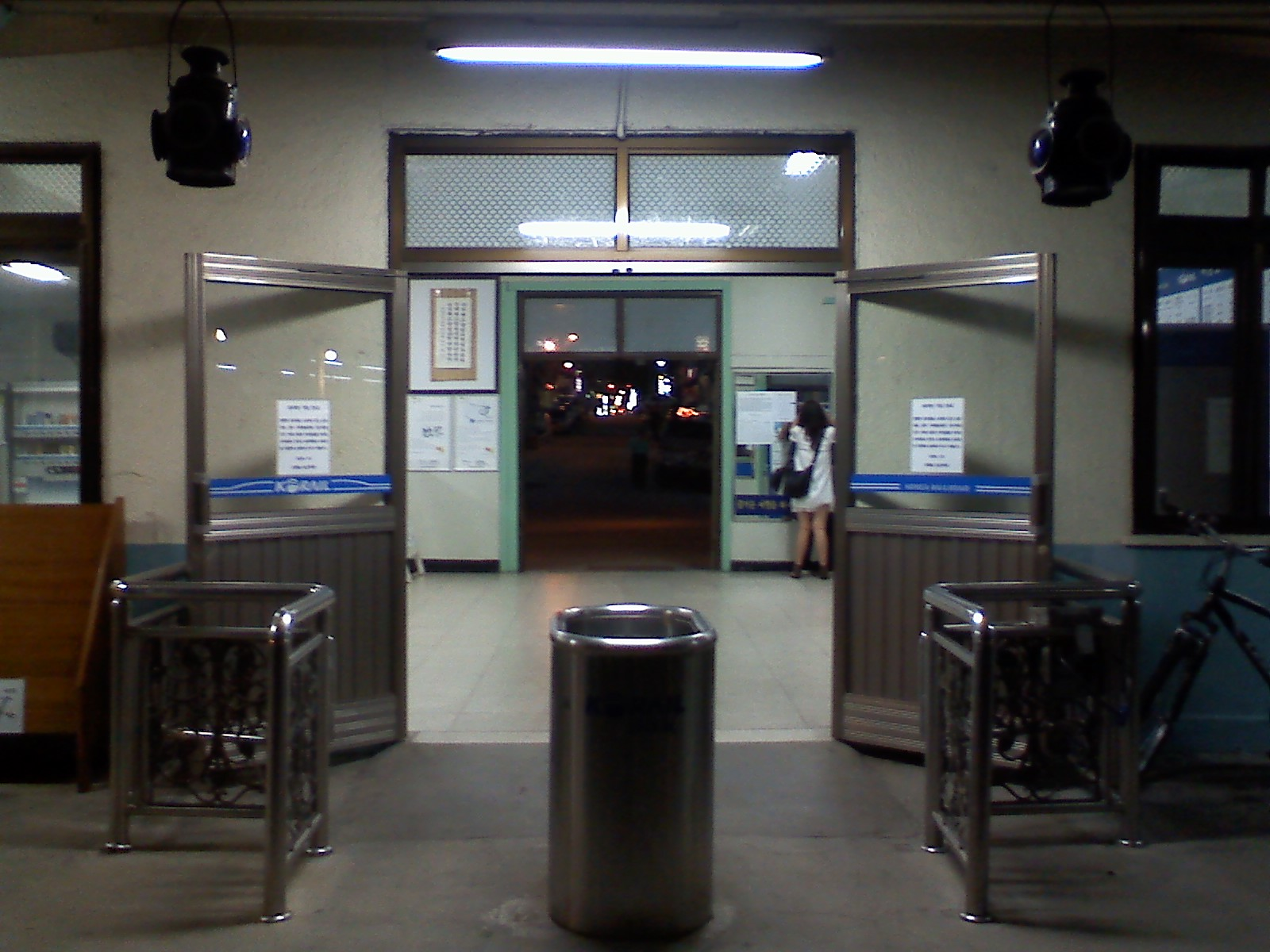

### Station de métro (depuis 2009)
Un nouveau bâtiment est construit, à l'écart de celui de 1933, il entre en service pour la mise en exploitation de la ligne Gyeongui du réseau du métro de Séoul, le 1er juillet 2009. Cette ligne est rattachée à d'autres lignes pour constituer la ligne Gyeongui-Jungang le 27 décembre 2014.
Elle devient une station de correspondance le 26 aout 2023, lors de l'ouverture à l'exploitation du prolongement sur des voies existantes de la ligne Seohae, depuis Daegok,.

## Services aux voyageurs

### Accès et accueil
La station, en surface, dispose d'un bâtiment avec trois niveaux au-dessus du sol. Il y a deux accès, côté sud-ouest des voies le n°1 au 672 Gyeongui-ro et côté nord-est le n°2 qui donne sur une place et la Iljung-ro. Au deuxième, se situent la salle d'attente et les toilettes accessibles aux personnes handicapées à côté de l'ascenseur, mais aussi un Idia Coffee Shop. Au troisième, se situe la billetterie et les contrôles, il y a également des toilettes accessibles aux personnes handicapées, à proximité d'un ascenseur, et c'est de ce niveau que l'on accède et passe d'un quai à l'autre. Les niveaux sont reliés entre eux et avec les quais par des escaliers, escaliers mécaniques et ascenseurs.

### Desserte
Ilsan dispose de trois quais (centraux) numérotés 1-2, 3-4 et 5-6, encadrés chacun par deux voies. À partir de 2023, les quais 1-2 et 5-6 sont utilisés par la ligne Gyeongui-Jungang et le quai central, 3-4, du centre de la station par la ligne Seohae.

#### ligne Gyeongui-Jungang
Ilsan, quais 1-2 et 5-6, est desservie par les rames omnibus de la ligne Gyeongui-Jungang qui parcourent l'ensemble de la ligne entre les stations terminus de Munsan et Jipyeong. Elle est également desservie : par les rames du Gyeongui Express (Séoul), qui circulent entre les stations Munsan et Gare de Séoul ; les rames du Gyeongui Express (Yongsan) qui circulent entre Ilsan et Jipyeong ; et les rames du Jungang Express qui circulent entre Ilsan et Yongmun

Vues des quais avant 2023
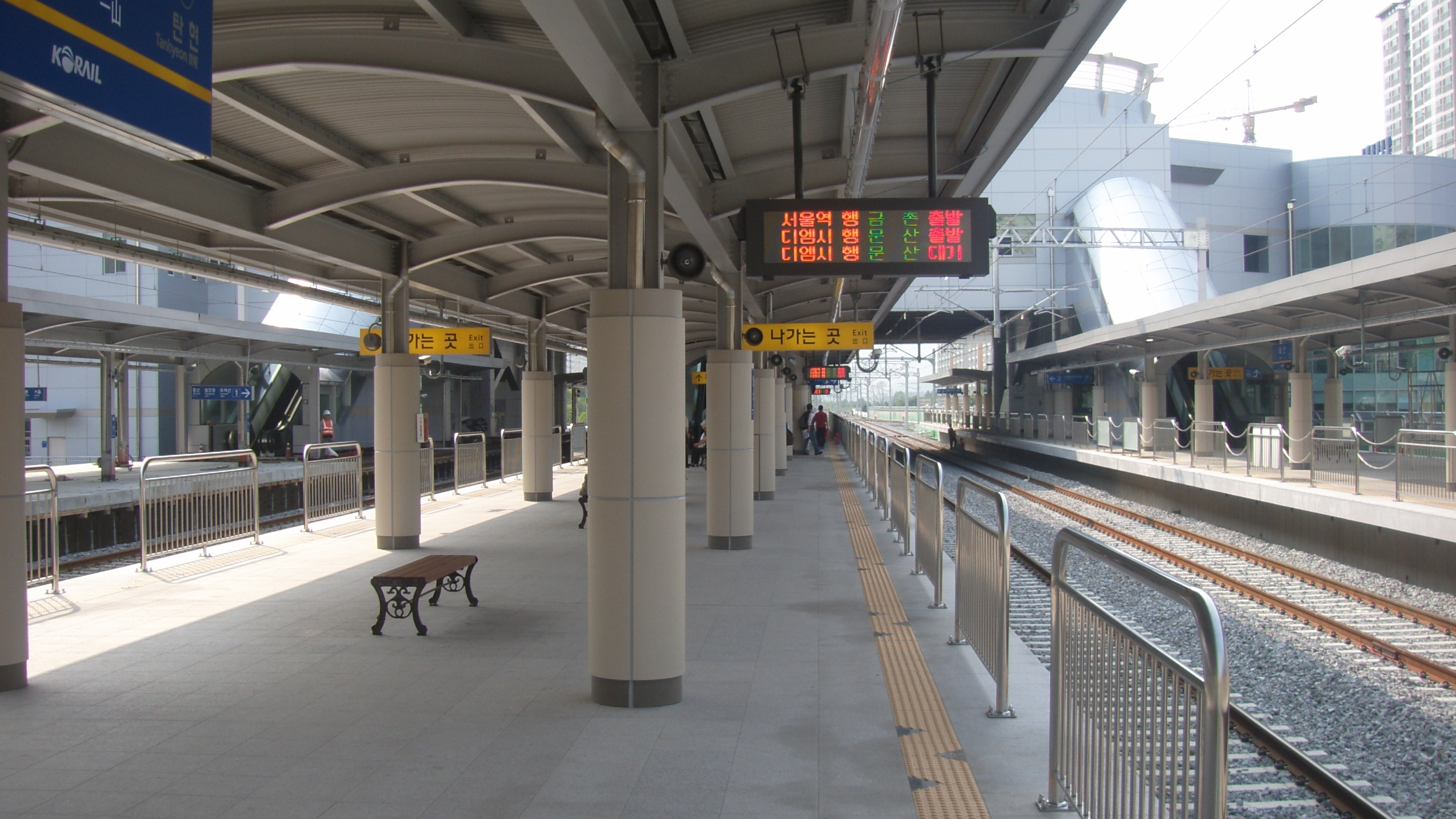
En 2009.
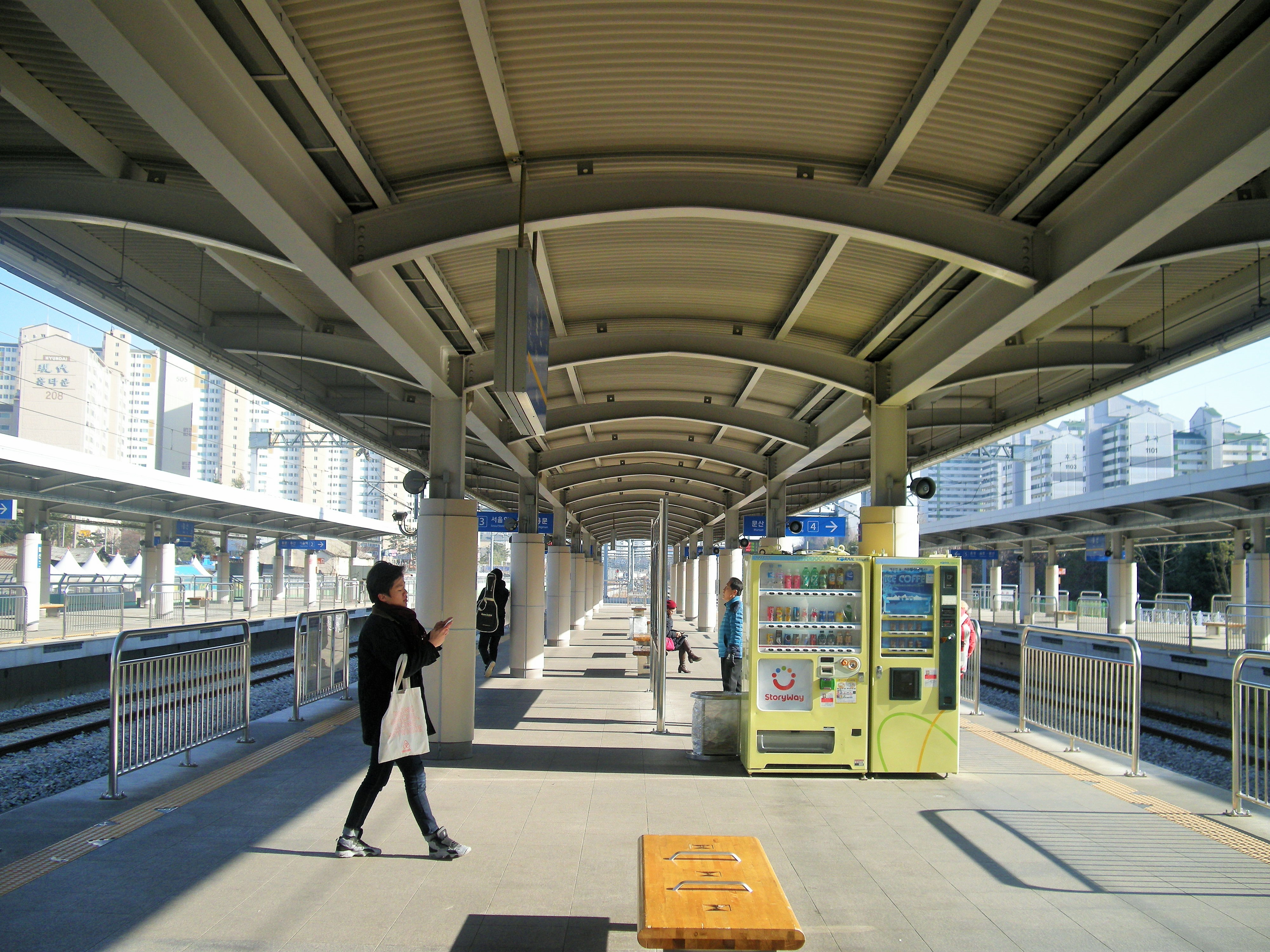
En 2015.
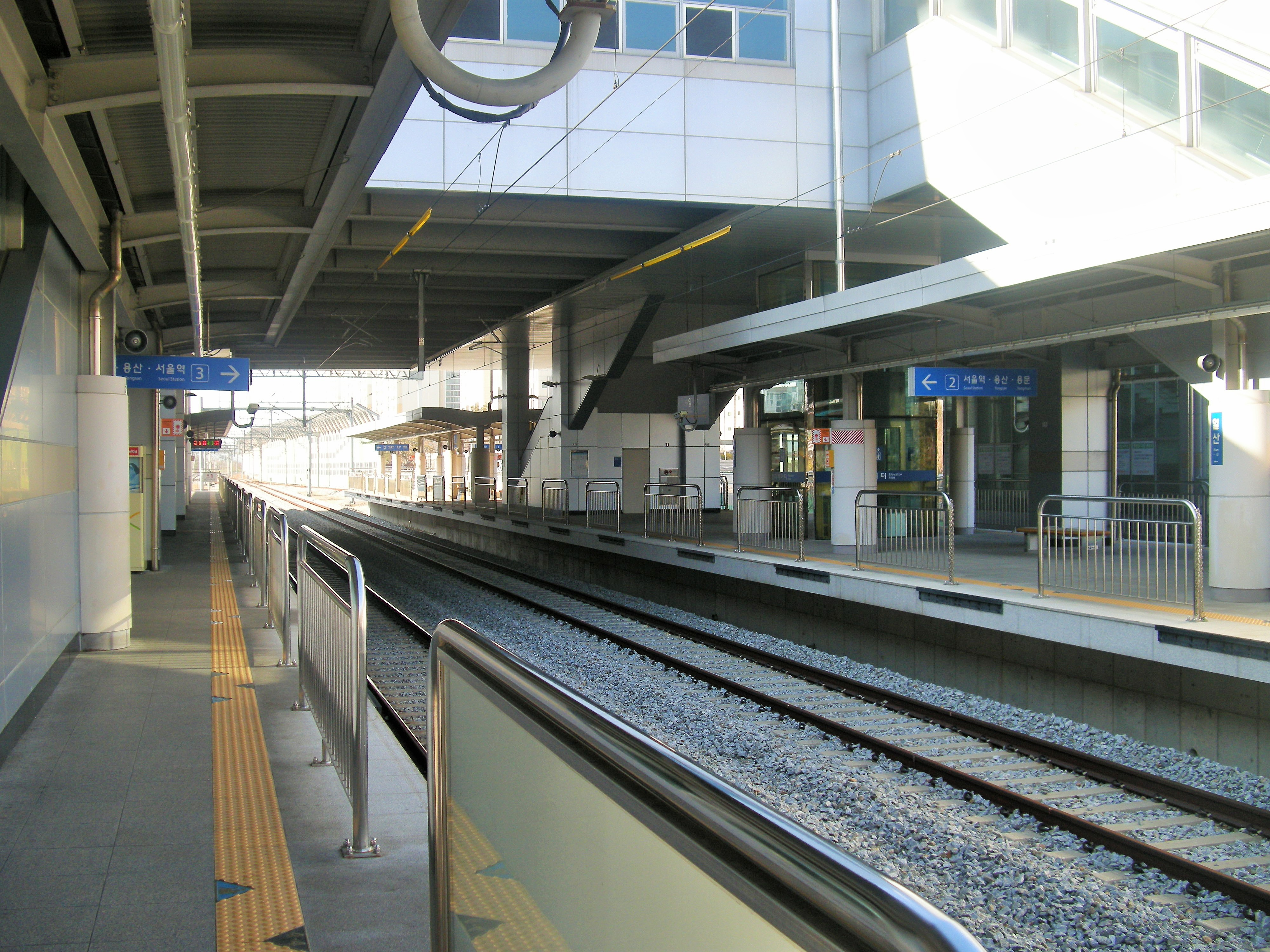
En 2015.

#### ligne Seohae
Ilsan (depuis 2023), quais 3-4 équipés de portes palières, est desservie par les rames omnibus de la ligne Seohae qui parcourent l'ensemble de la ligne entre Ilsan et Wonsi.

installations récentes
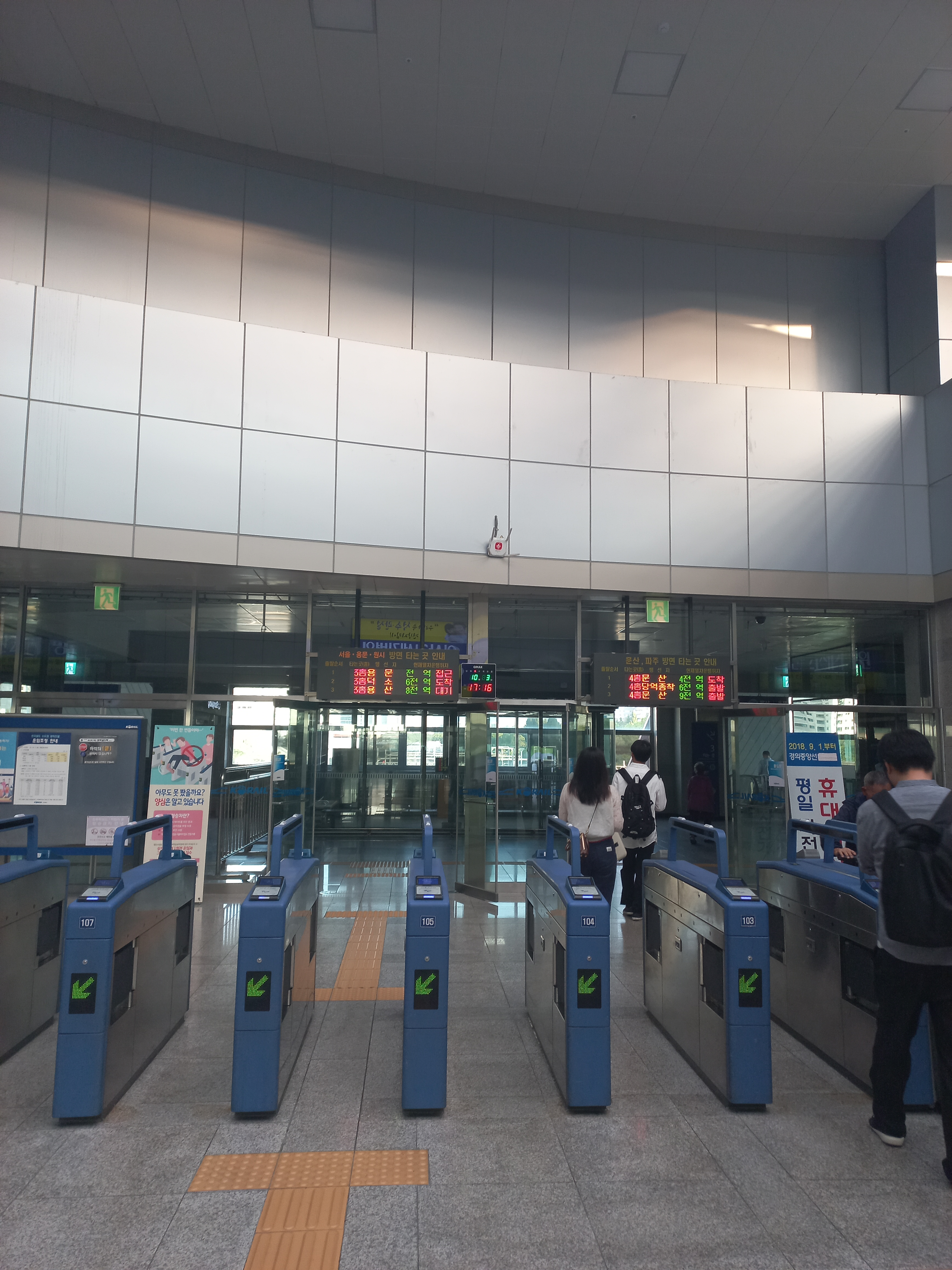
En 2023.
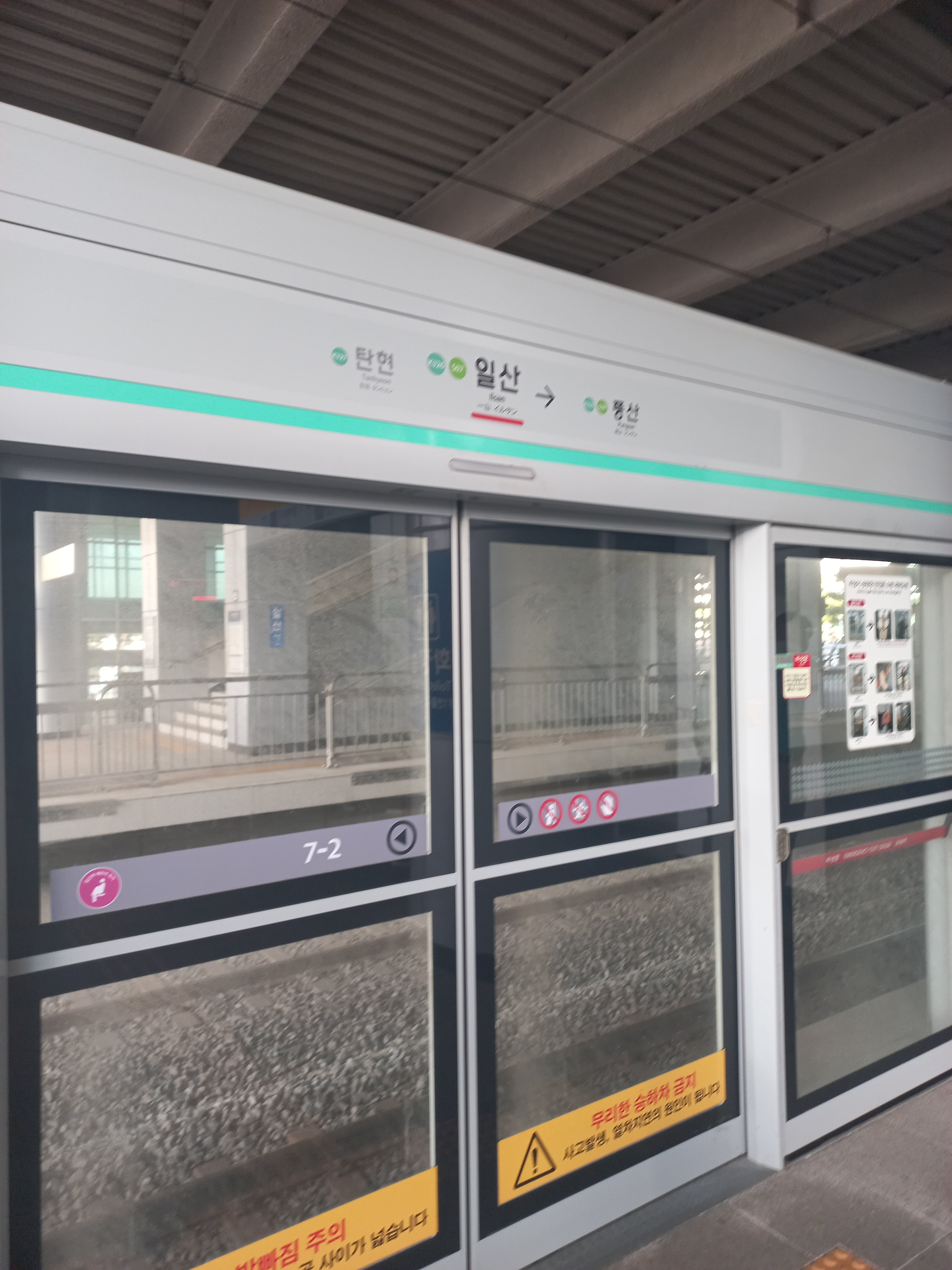
En 2023.
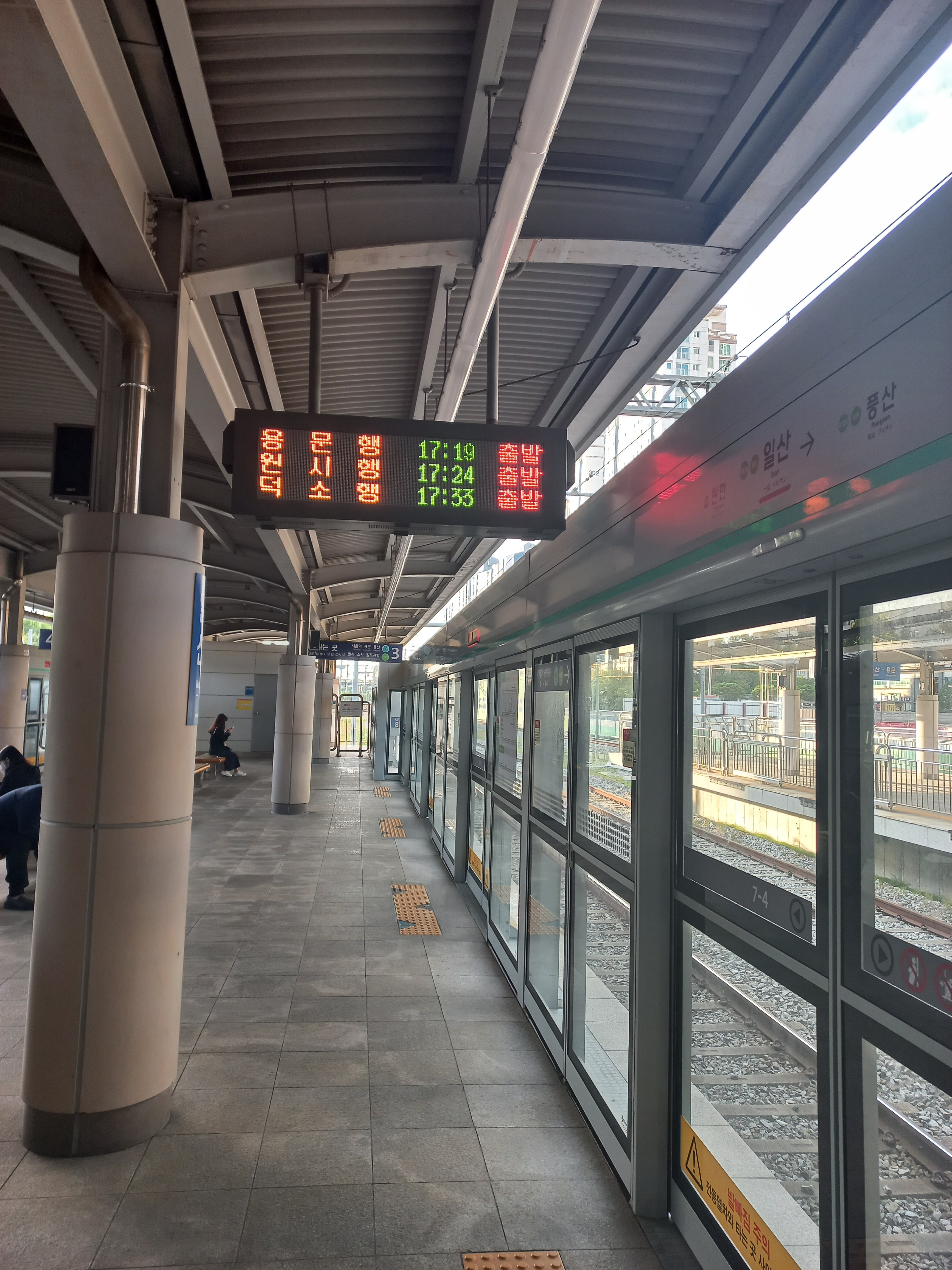
En 2023.

### Intermodalité
Des arrêts de bus sont situés à proximité.

## Patrimoine ferroviaire
Le bâtiment construit en 1933, lors de la colonisation japonaise, est enregistré le 4 décembre 2006 comme bien culturel n°294 du patrimoine culturel moderne de Corée. Il est le seul bâtiment d'une gare ferroviaire subsistant de l'ancienne ligne Gyeongui. On y trouve l'ancien guichet et une salle d'attente. Ce bâtiment est rénové en 2015 pour devenir un petit musée de l'histoire ferroviaire et locale, avec d'anciennes photos de la gare, du mouvement anti-japonais très présent dans la ville à cette époque et d'autres sur le quartier et la ville.

Bâtiment de 1933
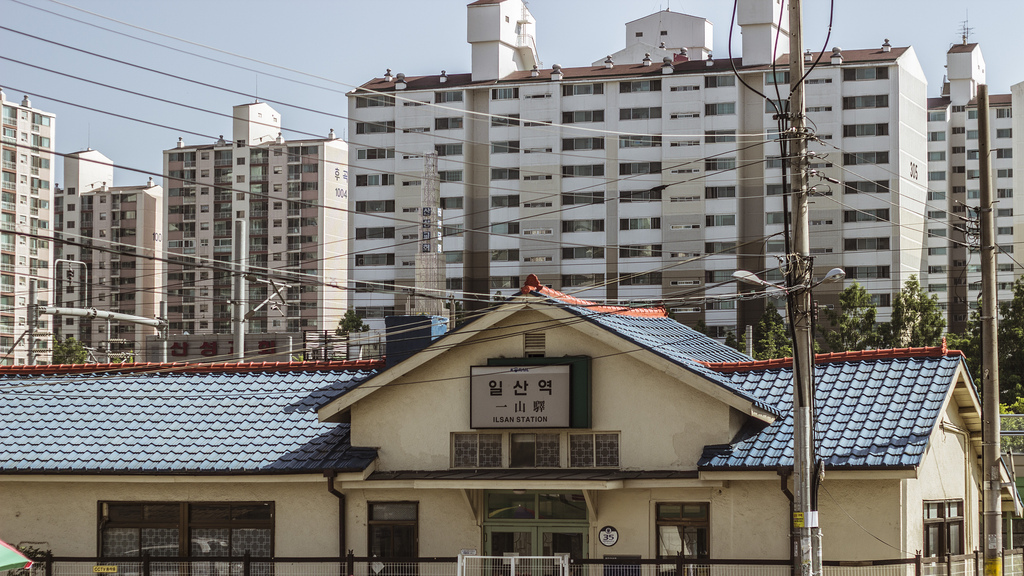
En 2014.
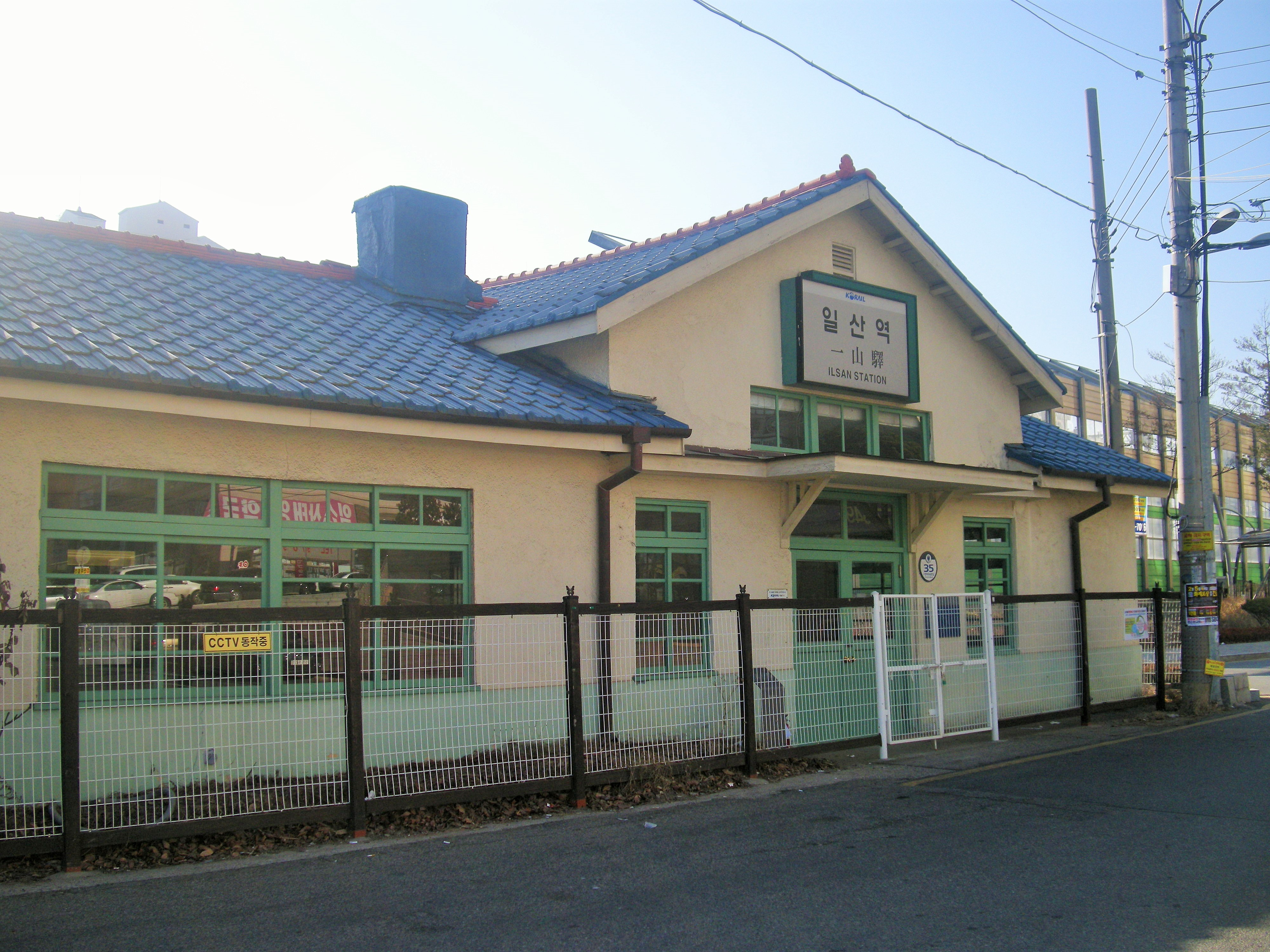
En 2015.

## À proximité
Notamment le marché traditionnel d'Ilsan.